# Говерла (річка)
Гове́рла (Говерля) — річка в Українських Карпатах, у межах Рахівського району Закарпатської області. Права притока Білої Тиси (басейн Дунаю). 

## Опис
Довжина 12 км, площа водозбірного басейну 71,6 км². Похил річки 75 м/км. Річка типово гірська, зі швидкою течією, кам'янистим дном та вузькою й залісненою долиною. Річище слабозвивисте. Є невеликі водоспади. 

## Розташування
Говерла бере початок на північ від села Говерли, при південно-західних схилах гори Говерли. Тече в межах масиву Чорногора на південь і (місцями) південний захід. Впадає до Білої Тиси в селі Луги. 
Притоки: Бребенескул (ліва), гірські потічки. 
Над річкою розташоване село Говерла. 